# Rotala halophila
Rotala halophila är en fackelblomsväxtart som beskrevs av Joseph Marie Henry Alfred Perrier de la Bâthie. Rotala halophila ingår i släktet Rotala och familjen fackelblomsväxter. Inga underarter finns listade i Catalogue of Life.